# David Harlock
David A. Harlock, född 16 mars 1971 i Toronto, är en kanadensisk före detta ishockeyspelare.
Harlock blev olympisk silvermedaljör i ishockey vid vinterspelen 1994 i Lillehammer.